# Шкеја (Јаши)
Шкеја (рум. Şcheia) насеље је у Румунији у округу Јаши у општини Скеја. Oпштина се налази на надморској висини од 257 m.

## Становништво
Према подацима из 2002. године у насељу је живело 4687 становника, од којих су сви румунске националности.

### Хронологија
| Година       | 1992 | 1993 | 1994 | 1995 | 1996 | 1997 | 1998 | 1999 | 2000 | 2001 | 2002 | 2003 | 2004 | 2005 | 2006 | 2007 | 2008 | 2009 | 2010 | 2011 | 2012 | 2013 | 2014 | 2015 | 2016 | 2017 |
| ------------ | ---- | ---- | ---- | ---- | ---- | ---- | ---- | ---- | ---- | ---- | ---- | ---- | ---- | ---- | ---- | ---- | ---- | ---- | ---- | ---- | ---- | ---- | ---- | ---- | ---- | ---- |
| Становништво | 4803 | 4726 | 4671 | 4608 | 4541 | 4490 | 4503 | 4563 | 4627 | 4717 | 4780 | 4835 | 3343 | 3386 | 3374 | 3362 | 3384 | 3372 | 3385 | 3382 | 3390 | 3401 | 3405 | 3402 | 3356 | 3312 |